# Francisco Antônio de Sales
Francisco Antônio de Sales (Lavras, 20 de janeiro de 1863 — Rio de Janeiro, 16 de janeiro de 1933) foi um político brasileiro.

## Vida
Filho de Firmino Antônio de Sales, fazendeiro e tenente-coronel da Guarda Nacional, e de Ana Cândido de Sales.
Estudou no seminário de Mariana e formou-se em direito na Faculdade de Direto de São Paulo, em 1886. Iniciou a vida profissional como advogado, depois foi juiz municipal em Lima Duarte (1891). Foi deputado estadual e secretário de finanças no governo de Crispim Jacques Bias Fortes.
Foi prefeito de Belo Horizonte e presidente do Estado de Minas Gerais (1902). No seu governo reequilibrou as finanças públicas, apoiou o "Primeiro Congresso Agrícola, Comercial e Industrial de Minas", reorganizou a imprensa oficial do estado e conseguiu, com os estados vizinhos, uma composição que pusesse fim à "guerra fiscal" e aos choques tributários que ocorriam na época.
Durante o governo de Hermes da Fonseca foi Ministro da Fazenda, de 15 de novembro de 1910 a 9 de maio de 1913. Neste período tentou sem sucesso reduzir a distância que a moeda nacional se colocava em relação à libra inglesa.
Ocupou a cadeira de senador durante a República Velha (1900 e 1906 a 1911). Rompeu com o Partido Republicano Mineiro (PRM) em 1912, retirando-se para a vida privada.